# Chantal Andely
Pour les articles homonymes, voir Ndongo.
Chantal Ndomo Ndongo epse Andely est une experte en norme et qualité, directrice générale par intérim de l'agence des normes et de la qualité ANOR. Originaire du Mban-et-Inoubou, dans la région du centre du Cameroun, elle occupe ce poste depuis le 10 juillet 2024.

## Biographie

### Formation
Chantal Andely est diplômée de l’école nationale d'administration et de magistrature ENAM de Yaoundé, cycle A, filière régies financières. Elle intègre cette école après avoir obtenu un master of business administration (MBA) aux États-Unis.

### Carrière
Chantal Andely entame sa carrière professionnelle au ministère des finances, où elle occupe un poste à la perception de Yaoundé, Nlongkak, pendant environ dix ans. Elle est reconnue pour son expertise dans les domaines de la normalisation, de la certification et de la gestion de la qualité.
En 2010, elle est nommée directrice générale adjointe de l'ANOR, un poste qu'elle occupe jusqu'au 10 juillet 2024. L'équipe constituée par décret présidentiel est composé, outre la nouvelle promue, de Charles Booto à Ngon, directeur général et de Mohamadou Bayero Fadil, président du conseil d'administration.
Cette date marque un tournant dans sa profession, car l'intéressée est promue directrice générale par intérim de cette structure à la suite du décès de Charles Booto à Ngon, ancien directeur général.
Sa nomination est actée lors de la 16e session extraordinaire du conseil d'administration de cette société, tenue le 10 juillet 2024 à Yaoundé. En tant que directrice générale par intérim, Chantal Andely est chargée de poursuivre les missions dévolues à cette entreprise d'État, notamment l'amélioration des normes nationales, la certification de la conformité des produits et services et la promotion de la démarche qualité.